# Jarazmín
Jarazmín es un barrio perteneciente al distrito Este de la ciudad andaluza de Málaga, España. Está situado en la periferia de la ciudad, al norte de la ronda de circunvalación este y totalmente aislado de otros barrios, siendo los más cercanos los barrio de Podadera y El Candado.

## Transporte
Está conectado mediante las siguientes líneas de la EMT: 
| Línea | Trayecto           | Recorrido | Frecuencia |
| ----- | ------------------ | --------- | ---------- |
| 29    | Jarazmín - El Palo | Recorrido | 60 minutos |